# Gnophos zaprjagaevi
Gnophos zaprjagaevi là một loài bướm đêm trong họ Geometridae.